# Fuente (Duchamp)
Fuente es una obra realizada por Marcel Duchamp en 1917 consistente en un urinario de porcelana firmado con el nombre "R. Mutt". Es pieza fundacional del arte encontrado (o ready-made), manifestación artística consistente en la utilización de objetos ya existentes y que normalmente no se consideran artísticos, dotándolos de un nuevo significado. Con esta obra, se inició una auténtica revolución en el mundo del arte (introduciendo el vanguardismo) al demostrar que cualquier objeto mundano podía considerarse una obra de arte con tal de que el artista lo quitara de su contexto original (en este caso, un urinario) y lo situara en un nuevo contexto adecuado (en este caso, una galería o un museo) y la declarara como tal. Además, la obra ha sido interpretada de infinidad de maneras, incluso como órganos sexuales femeninos.
Las bases de la muestra de arte a la que Duchamp presentó la pieza establecía que todas las obras serían aceptadas, pero la Fuente fue rechazada y retirada rápidamente. La pieza original se ha perdido, aunque fue documentada por el fotógrafo y reconocido galerista Alfred Stieglitz, lo que significó un espaldarazo para la obra y su autor. A partir de la foto se pudieron realizar réplicas por encargo de Duchamp en la década de 1960, de las cuales 15 están ahora en exhibición en una serie de diferentes museos. La obra es considerada como un hito importante en el arte del siglo XX.

## Origen

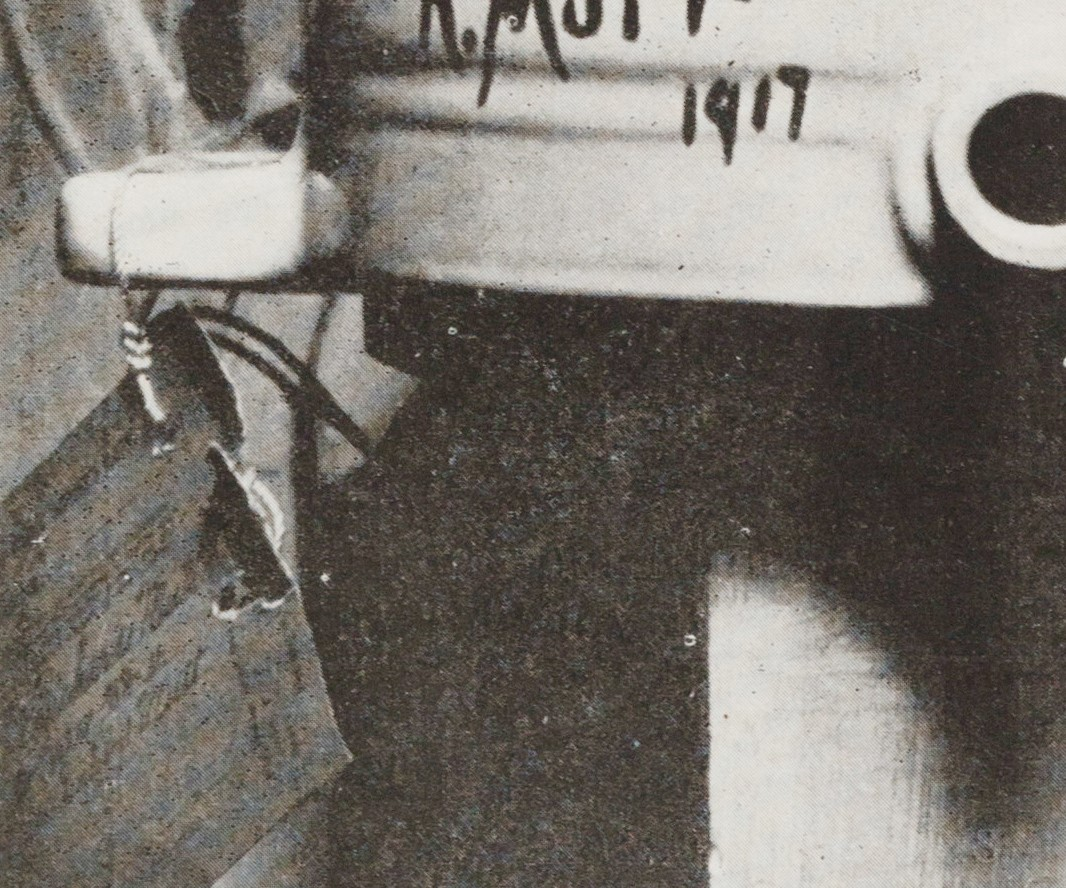
Detalle

Marcel Duchamp en convivencia con Walter Aresberg  pidió a Louise Norton-Varèse que presentara la obra al Sociedad de Artistas Independientes de 1917 porque tanto Duchamp como Aresberg formaban parte del jurado. La dirección de entrega se puede ver en la etiqueta atada a la obra en la fotografía realizada por  Alfred Stieglitz y  coincide con el domicilio de Norton. La imagen es la única imagen que se conserva del urinario de 1917. En 1982 se encontraron unas cartas de Duchamp a su hermana en las que escribía: «Una amiga, empleando el seudónimo de Richard Mutt, me envió un urinario de porcelana a modo de escultura para ser expuesto; como no tenía nada de indecente, no había ningún motivo para rechazarlo». A partir de este documento la autora de la biografía de Elsa von Freytag-Loringhoven, Irene Gammel, sostuvo durante años que en realidad la autora de la obra había sido su biografiada aunque en realidad nunca ha podido aportar pruebas de que Duchamp y Elsa von Freytag-Loringhoven se conociesen antes de 1919.

## Vandalismo
El 4 de enero de 2006, durante una exposición Dada en el Centro Pompidou de París, la Fuente fue atacada por Pierre Pinoncelli, un artista francés de performance de 91 años, más conocido por haber dañado dos de las ocho copias existentes de la obra. El martillo utilizado solo causó un leve desperfecto. Pinoncelli, que fue arrestado, dijo que el ataque era un ejercicio de performance, o sea una obra de arte en sí, que el propio Marcel Duchamp habría apreciado. En 1993, Pinoncelli orinó en la pieza durante una exposición en Nimes, en el sur de Francia. Ambas performances de Pinoncelli derivan de los neodadaístas y de los activistas vieneses.